# أوجو فوسكولو
أوجو فوسكولو (6 فبراير 1778 - 10 سبتمبر 1827)، وُلِد نيكولو فوسكولو، كان كاتبا وثوريًا وشاعرًا يونانيا إيطاليا.
يُذكر بشكل خاص بقصيدته الطويلة عام 1807 Dei Sepolcri.

## وقت مبكر من الحياة
ولد فوسكولو في زاكينثوس في الجزر الأيونية. كان والده أندريا فوسكولو نبيلًا وطبيبًا فقيرًا من مدينة البندقية، وكانت والدته ديامانتينا سباثيس يونانية.
في عام 1788، بعد وفاة والده، الذي كان يعمل طبيبًا في سبالاتو (سبليت الحالية، كرواتيا)، انتقلت العائلة إلى البندقية، وأكمل فوسكولو الدراسات التي بدأها في مدرسة القواعد الدلماسية بجامعة بادوا.

## وصلات خارجية
- أوجو فوسكولو على موقع IMDb (الإنجليزية)
- أوجو فوسكولو على موقع الموسوعة البريطانية (الإنجليزية)
- أوجو فوسكولو على موقع ميوزك برينز (الإنجليزية)
- أوجو فوسكولو على موقع إن إن دي بي (الإنجليزية)
- أوجو فوسكولو على موقع ديسكوغز (الإنجليزية)